# Campionati mondiali di pentathlon moderno 2022
I campionati mondiali di pentathlon moderno 2022 si sono svolti dal 23 al 31 luglio 2022 ad Alessandria d'Egitto, in Egitto.
Originariamente l'Union Internationale de Pentathlon Moderne (UIPM) li aveva assegnati alla Cina, ma la decisione è stata rivista a causa della pandemia di COVID-19.

## Medagliere
| Pos.   | Paese         | Oro | Argento | Bronzo | Totale |
| ------ | ------------- | --- | ------- | ------ | ------ |
| 1      | Corea del Sud | 2   | 1       | 1      | 4      |
| 2      | Gran Bretagna | 2   | 1       | 0      | 3      |
| 3      | Egitto        | 1   | 2       | 0      | 3      |
| 4      | Francia       | 1   | 0       | 0      | 1      |
| 4      | Italia        | 1   | 0       | 0      | 1      |
| 6      | Ungheria      | 0   | 2       | 2      | 4      |
| 7      | Messico       | 0   | 1       | 0      | 1      |
| 8      | Turchia       | 0   | 0       | 2      | 2      |
| 9      | Germania      | 0   | 0       | 1      | 1      |
| 9      | Rep. Ceca     | 0   | 0       | 1      | 1      |
| Totale | Totale        | 7   | 7       | 7      | 21     |

## Podi

### Maschili
| Evento      | Oro                                                       | Perform. | Argento                                       | Perform. | Bronzo                                         | Perform. |
| Individuale | Joseph Choong Gran Bretagna                               | 1 514 p. | Mohamed Elgendy Egitto                        | 1 512 p. | Balázs Szép Ungheria                           | 1 507 p. |
| Squadre     | Francia Christopher Patte Valentin Prades Valentin Belaud | 4 491 p. | Ungheria Balázs Szép Bence Demeter Csaba Bőhm | 4 479 p. | Germania Marvin Dogue Pele Uibel Patrick Dogue | 4 417 p. |
| Staffetta   | Corea del Sud Jung Jin-hwa Jun Woong-tae                  | 1 427 p. | Egitto Eslam Hamad Ahmed Hamed                | 1 419 p. | Rep. Ceca Matouš Tůma Filip Houška             | 1 408 p. |

### Femminili
| Evento      | Oro                                                       | Perform. | Argento                                               | Perform. | Bronzo                                             | Perform. |
| Individuale | Elena Micheli Italia                                      | 1 416 p. | Michelle Gulyás Ungheria                              | 1 412 p. | İlke Özyüksel Turchia                              | 1 405 p. |
| Squadre     | Gran Bretagna Charlie Follett Olivia Green Jessica Varley | 4 161 p. | Corea del Sud Kim Sun-woo Seong Seung-min Jang Hae-un | 3 987 p. | Ungheria Michelle Gulyás Sarolta Simon Blanka Guzi | 3 815 p. |
| Staffetta   | Egitto Haydy Morsy Amira Kandil                           | 1 298 p. | Messico Mariana Arceo Mayan Oliver                    | 1 291 p. | Corea del Sud Kim Se-hee Kim Sun-woo               | 1 260 p. |

### Misti
| Evento    | Oro                                     | Perform. | Argento                                    | Perform. | Bronzo                           | Perform. |
| Staffetta | Corea del Sud Kim Sun-woo Jun Woong-tae | 1 393 p. | Gran Bretagna Joseph Choong Jessica Varley | 1 380 p. | Turchia Bugra Ünal İlke Özyüksel | 1 376 p. |